# Bertrand de Chabron
Pour les articles homonymes, voir Chabron.
Marie-Étienne-Emmanuel-Bertrand de Chabron (5 janvier 1806, Retournac - 22 octobre 1889, Monistrol-sur-Loire), est un général et homme politique français.

## Biographie
Fils de Bertrand de Chabron et de Marie-Louise Félicité de Charbonnel, sa famille, originaire d'Auvergne, y avait possédé, avant 1789, un grand nombre de seigneuries, entre autres celles de Rohac, de Chassagnoles, de Solilhac, etc.
Élève de la Flèche, il s'engagea en 1824, dans le 26e régiment de ligne, devint sous-lieutenant en 1830, et fut promu capitaine. Il fit partie, de 1849 à 1852, de l'armée d'occupation de Rome. Il est promu chef de bataillon et partit pour l'Algérie, ou il participa au siège de Lagouat, puis aux expéditions diverses Il fit les campagnes d'Afrique et de Crimée, fut cité à l'ordre du jour après la bataille de l'Alma, parvint au grade de lieutenant-colonel, et entra un des premiers à Sébastopol avec le 3e zouaves. Puis il passa de nouveau on Afrique et prit part aux diverses opérations dirigées contre les Arabes insurgés. Il fit la campagne d'Italie, se distingua à Palestro, et devint général de brigade (21 juin 1859). Nommé au commandement de la 1re subdivision de la 20e division militaire, il passa, en 1868, dans le cadre de réserve, fut rappelé à l'activité lors de la déclaration de guerre en 1870, et placé à la tête d'une division du 15e corps de l'armée de la Loire. Général de division le 25 novembre 1870, il se signala le 28 janvier suivant, en libérant le faubourg de Blois-Vienne (Loir-et-Cher), alors fortement occupé par les Prussiens.
Aux élections du 8 février 1871, le département de la Haute-Loire le choisit pour représentant à l'Assemblée nationale. Conservateur, le général de Chabron siégea au centre, et vota souvent avec les orléanistes, mais il manifesta en plusieurs circonstances, et notamment lors du vote des lois constitutionnelles, l'intention de se rapprocher des républicains modérés. Puis il sembla incliner vers la droite, et soutint le ministère de Broglie.
Président du conseil général de la Haute-Loire, où il représentait depuis 1871 le canton de Monistrol, le général de Chabron fut élu, le 15 décembre 1875, sénateur inamovible. Au Sénat, il fit partie du centre gauche, et vota avec ce groupe.
Il fut également maire de Monistrol, tout comme son second fils, le poète Hippolyte de Chabron